# Antonio Aquilanti
Antonio Aquilanti (Lanciano, 8 novembre 1985) è un allenatore di calcio ed ex calciatore italiano, di ruolo difensore, tecnico del Lanciano.

## Carriera

### Giocatore
Cresciuto nel Pescara con cui debutta in Serie B il 20 novembre 2003 nella partita Bari-Pescara (2-2), totalizza 20 presenze nel campionato 2003-2004 conclusosi con la retrocessione degli adriatici.
Nel 2004 entra a far parte della Nazionale Under 20 nella quale militano giovani di grandi prospettive come Viviano, Coda e Galloppa.
L'anno successivo lo ingaggia la Fiorentina, ma con i viola non riesce ad esordire in Serie A e nell'estate del 2005 rientra al Pescara tra i cadetti dove totalizza ben 15 presenze. Dopo aver disputato un'altra stagione con la maglia del Pescara guidato dal tecnico Luigi De Rosa in serie B (26 presenze in campionato condite dai primi due gol tra i professionisti), si trasferisce all'Ascoli nell'agosto del 2007 con cui disputa 27 partite in Serie B.
Successivamente gioca sempre in Prima Divisione vestendo le maglie di Benevento, Pro Patria e Virtus Lanciano (squadra della sua città dove approda a febbraio 2010). Nell'agosto del 2010 torna ancora al Pescara, sempre in B, dove però non raccoglie nessuna presenza. Così a gennaio 2011 scende di nuovo in Prima Divisione per vestire la maglia del Cosenza con cui realizza il gol del momentaneo 1-1 proprio al suo esordio in rossoblu nella gara interna contro la Lucchese (partita poi finita 4-2 per i toscani). Proprio due giorni dopo questo suo gol all'esordio, sarà Gigi De Rosa il nuovo allenatore del Cosenza, così Aquilanti ritrova il tecnico che lo aveva guidato nel Pescara. Raccoglie in totale 12 presenze e 2 gol in un campionato che si conclude con la retrocessione della sua squadra ai play-out, anche se la squadra ha raggiunto la salvezza sul campo ma i problemi societari avevano portato i rossoblu ad avere 6 punti di penalizzazione in classifica; tra l'altro, nella successiva stagione il Cosenza non riesce ad iscriversi in nessun torneo professionistico. Il difensore, per fine prestito, torna alla Virtus Lanciano, diventando un pilastro inamovibile dei rossoneri. Il 21 luglio 2016 il difensore frentano, dopo la non iscrizione del club ad alcun campionato, si accasa ai lombardi della FeralpiSalò. Il 20 marzo 2021 fa ritorno in Abruzzo vestendo i colori neroverdi del Chieti in Serie D, totalizzando 24 presenze in campionato. Il 18 luglio 2022 passa ai neo promossi in Eccellenza abruzzese dell'Union Fossacesia. A fine stagione dopo una carriera ventennale, si ritira dal calcio giocato.

### Allenatore
L'anno successivo diventa collaboratore tecnico del suo ex team il Lanciano in Eccellenza Abruzzo. Il 10 dicembre 2024 viene promosso come allenatore ad interim dei rossoneri e il 30 dicembre successivo viene confermato dal club per il resto della stagione.

## Statistiche

### Presenze e reti nei club
| Stagione              | Squadra               | Campionato            | Campionato | Campionato | Coppe nazionali | Coppe nazionali | Coppe nazionali | Coppe continentali | Coppe continentali | Coppe continentali | Altre coppe | Altre coppe | Altre coppe | Totale | Totale |
| Stagione              | Squadra               | Comp                  | Pres       | Reti       | Comp            | Pres            | Reti            | Comp               | Pres               | Reti               | Comp        | Pres        | Reti        | Pres   | Reti   |
| --------------------- | --------------------- | --------------------- | ---------- | ---------- | --------------- | --------------- | --------------- | ------------------ | ------------------ | ------------------ | ----------- | ----------- | ----------- | ------ | ------ |
| 2009-gen. 2010        | Pro Patria            | 1D                    | 21         | 1          | CI+CI-LP        | 2+2             | 0               | -                  | -                  | -                  | -           | -           | -           | 25     | 1      |
| gen.-giu. 2010        | Virtus Lanciano       | 1D                    | 9          | 0          | CI-LP           | -               | -               | -                  | -                  | -                  | -           | -           | -           | 9      | 0      |
| ago. 2010             | Virtus Lanciano       | 1D                    | 1          | 0          | CI+CI-LP        | 1+0             | 0               | -                  | -                  | -                  | -           | -           | -           | 2      | 0      |
| ago. 2010-gen. 2011   | Pescara               | B                     | 0          | 0          | CI              | -               | -               | -                  | -                  | -                  | -           | -           | -           | 0      | 0      |
| gen.-giu. 2011        | Cosenza               | 1D                    | 12+2       | 1          | CI+CI-LP        | -               | -               | -                  | -                  | -                  | -           | -           | -           | 14     | 1      |
| 2011-2012             | Virtus Lanciano       | 1D                    | 29+4       | 0          | CI+CI-LP        | 1+1             | 0               | -                  | -                  | -                  | -           | -           | -           | 35     | 0      |
| 2012-2013             | Virtus Lanciano       | B                     | 40         | 0          | CI              | 1               | 0               | -                  | -                  | -                  | -           | -           | -           | 41     | 0      |
| 2013-2014             | Virtus Lanciano       | B                     | 18         | 0          | CI              | 1               | 0               | -                  | -                  | -                  | -           | -           | -           | 19     | 0      |
| 2014-2015             | Virtus Lanciano       | B                     | 36         | 0          | CI              | 1               | 0               | -                  | -                  | -                  | -           | -           | -           | 37     | 0      |
| 2015-2016             | Virtus Lanciano       | B                     | 35+2       | 0          | CI              | 1               | 0               | -                  | -                  | -                  | -           | -           | -           | 34     | 0      |
| Totale Lanciano       | Totale Lanciano       | Totale Lanciano       | 168+6      | 0          |                 | 7               | 0               |                    | -                  | -                  |             | -           | -           | 181    | 0      |
| 2016-2017             | Feralpisalò           | LP                    | 29+4       | 0          | CI+CI-LP        | 1+1             | 0               | -                  | -                  | -                  | -           | -           | -           | 35     | 0      |
| 2017-2018             | Sicula Leonzio        | C                     | 33         | 0          | CI+CI-C         | 1+1             | 0               | -                  | -                  | -                  | -           | -           | -           | 35     | 0      |
| 2018-2019             | Sicula Leonzio        | C                     | 28         | 1          | CI-C            | 1+1             | 0               | -                  | -                  | -                  | -           | -           | -           | 28     | 1      |
| Totale Sicula Leonzio | Totale Sicula Leonzio | Totale Sicula Leonzio | 61         | 1          |                 | 4               | 0               |                    | -                  | -                  |             | -           | -           | 65     | 1      |
| 2019-2020             | Rieti                 | C                     | 23         | 1          | CI-C            | 1               | 0               | -                  | -                  | -                  | -           | -           | -           | 24     | 1      |
| Totale carriera       | Totale carriera       | Totale carriera       | 314        | 4          |                 | 18              | 0               |                    | -                  | -                  |             | -           | -           | 332    | 4      |